# Antichambrieren

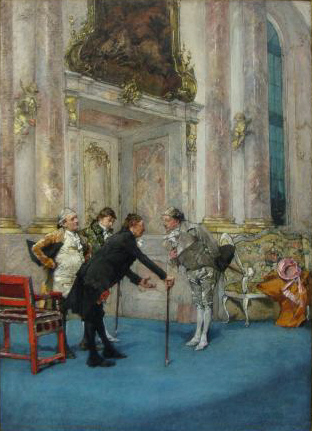
Vorzimmer-Diplomaten, Gemälde von Gotthardt Kuehl, um 1870/1880

Antichambrieren bedeutet ein langes Warten oder auch mehrmaliges Vorsprechen im Vorzimmer höhergestellter Persönlichkeiten oder Behörden. Davon wiederum abgeleitet ist die negative Bedeutung „in den Vorzimmern der Großen und Mächtigen verkehren und diesen dort zu schmeicheln“, um mit Buckeln und Kriechen eine Gunst oder Gnade von ebendiesen Großen zu erhalten.

## Antichambre
Das französische Fremdwort Antichambre bezeichnet ein Vorzimmer (Warte-, Empfangs- oder Botenzimmer). In Schlossbauten des 17. und 18. Jahrhunderts liegen oft zwei bis drei Antichambres hintereinander vor dem Zimmer des Fürsten.
Französisch antichambre entstand als Lehnübersetzung von italienisch anticamera (vgl. Anticamera Pontificia).